# بيت درنة الثقافي
بيت درنة الثقافي هو أحد الجمعيات الثقافية في مدينة درنة الليبية التي عدت عاصمة التحرر في سنوات الستينيات والسبعينيات. 
الجمعية تأسست في العام 1977 وافتتحت رسميا في 11 يناير العام 1998، المركز يعد ملتقى للفنانين والأدباء والمثقفين في المدينة، كما يقوم البيت الذي يتخذ من إحدى الكنائس القديمة السابقة في المدينة مركزا له بتنظيم مهرجانات فنية وثقافية منها مهرجان الأسطى للفكر والفنون الذي يحمل اسم الشاعر إبراهيم الأسطى عمر والذي تم تنظيمه في مايو 2009.، إضافة إلى إقامة نشاطات موسيقية ومسرحية وشعرية ومعارض فنون تشكيلية وعرض أفلام لمخرجين ليبيين.